# 庫班地區

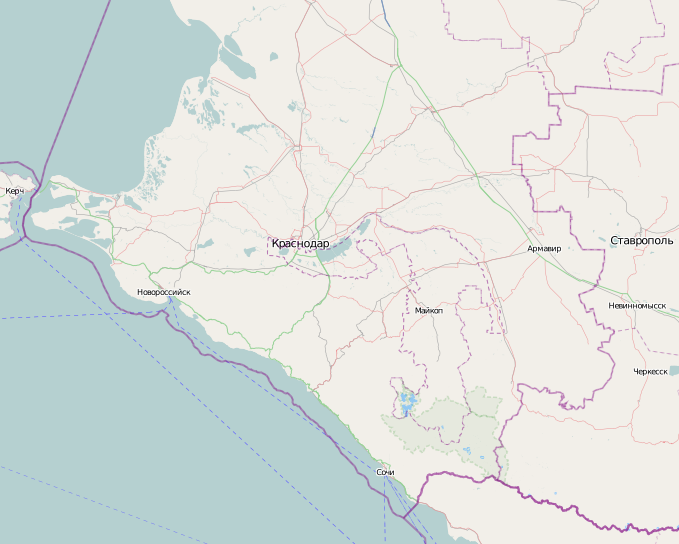
庫班地區

庫班（俄语：Кубань）是位於俄羅斯南部的一個地區，包括了現在的克拉斯諾達爾邊疆區、阿迪格共和國、斯塔夫羅波爾邊疆區、羅斯托夫州、卡拉恰伊-切爾克斯共和國等地區。這一地區以哥薩克文化而聞名。1792年，黑海哥薩克軍自烏克蘭搬至這裡，成為庫班哥薩克軍。二戰期間德軍曾在這裡和蘇軍激戰，並發生過大規模的空戰。現在這裡的主要產業是農業和旅遊業。